# 桑山一晴
桑山 一晴（くわやま かずはる）は、安土桃山時代から江戸時代初期にかけての武将、大名。大和国新庄藩初代藩主。官位は従五位下・修理大夫。大和新庄藩桑山家2代。

## 生涯
桑山一重の長男。桑山重晴の嫡孫。幼名の小藤太は通称としても用いられる。
天正10年（1582年）4月、父・一重が死去。
文禄・慶長の役では叔父・桑山貞晴 (小傳次)と出征し、加藤嘉明や藤堂高虎らと共に水軍の将として敵船を撃破して功を挙げたが、戦闘で傷を負った。
慶長元年（1596年）5月11日に従五位下・修理大夫の官位を祖父・重晴から譲り受ける。このとき家督と所領も受け継いだとする史料と慶長5年とするものの2つがある。
慶長2年（1597年）の紀州山地一揆の際には、杉若氏宗の田邊城を救援し、一揆勢の包囲を解いて、鎮圧に貢献した。
慶長5年（1600年）の関ヶ原の戦いでは、重晴と共に和歌山城にいて、徳川家康の密使を受けて東軍に属する。和歌山城を守っていたが、本戦決着後には、命令を受けて叔父・貞晴や、西軍から東軍に転じた杉若氏宗と共に、西軍方の堀内氏善の新宮城を攻めて、大野に逃げた堀内を降伏させた。戦後、杉若氏宗は改易となったが、重晴・一晴は所領安堵となった。
同年、祖父・重晴は隠居して一晴に和歌山2万石を継がしめ、叔父・元晴には1万石に分知し、谷川1万石の領地のみを保持したが、一晴は4,000石を、元晴は2,000石を養老料として戻したので、一晴は和歌山1万6,000石（和歌山藩）を、重晴は和泉谷川1万6,000石（谷川藩）を領有することになった。
慶長6年（1601年）、和歌山藩37万石の大名として浅野幸長が封じられたので、一晴は和歌山藩大和国葛下郡布施に移封され、新庄藩1万6,000石の初代藩主となった。
慶長9年（1604年）2月28日に伏見で死去した。享年30。世継はいなかったが、関ヶ原での有功者であり、弟の一直が養嗣子となって継ぐことが許された。